# Österreichischer Musiktheaterpreis 2017
Der Österreichische Musiktheaterpreis 2017 war die fünfte Verleihung des Österreichischen Musiktheaterpreises. Die Verleihung fand am 25. Juni 2017 im Rahmen einer Matinee an der Wiener Volksoper statt und wurde von Christoph Wagner-Trenkwitz moderiert. Am 10. Mai 2017 wurden die Preisträger für das Lebenswerk, den ORF-III-Medienpreis, den Preis für das beste Festival und den besten Chor bekanntgegeben. 2017 beteiligte sich erstmals das Österreichische Bundeskanzleramt und richtete einen Off-Theater-Preis aus. Der Sonderpreis für den besten Chor bzw. das beste Orchester soll künftig abwechselnd an einen der beiden Klangkörper vergeben werden. Der Preis wurde 2017 in 17 Kategorien verliehen. Die meisten Auszeichnungen erhielt Die griechische Passion an der Oper Graz, die Produktion wurde in den Kategorien beste Gesamtproduktion, beste Regie (Lorenzo Fioroni) und bester Nebendarsteller (Wilfried Zelinka als Grigoris) ausgezeichnet.

## Preisträger und Nominierte

### Beste weibliche Hauptrolle
- Hailey Clark – Brokeback Mountain (Alma) – Salzburger Landestheater
  - Sophia Brommer – Luisa Miller (Luisa) – Oper Graz
  - Golda Schultz – Così fan tutte (Fiordiligi) – Stadttheater Klagenfurt
  - Melba Ramos – Fürst Igor (Jaroslawna) –  Volksoper Wien

### Beste männliche Hauptrolle
- Robert Meyer – Der Mann von La Mancha (Don Quixote) – Volksoper Wien
  - Michael Wagner – McTeague – Gier nach Gold (Marcus Schouler) – Landestheater Linz
  - Rolf Romei – Die griechische Passion (Manolios) – Oper Graz

### Beste weibliche Nebenrolle
- Elsa Benoit – Carmen (Micaëla) – Stadttheater Klagenfurt
  - Susanne Langbein – Fidelio (Marzelline) – Tiroler Landestheater
  - Cathrin Lange – Die Entführung aus dem Serail (Blonde) – Oper Graz

### Beste männliche Nebenrolle
- Wilfried Zelinka – Die griechische Passion (Grigoris) – Oper Graz
  - Matthäus Schmidlechner – Hänsel und Gretel (Hexe) – Landestheater Linz
  - Stefan Cerny – Kismet (Wesir) – Volksoper Wien
  - Franz Gürtelschmied – Das Land des Lächelns (Gustl) – Bühne Baden

### Beste Gesamtproduktion
- Die griechische Passion – Oper Graz
  - La Traviata – Landestheater Linz
  - Der Mann von La Mancha – Volksoper Wien
  - Brokeback Mountain – Salzburger Landestheater

### Beste musikalische Leitung
- Alfred Eschwé – Fürst Igor – Volksoper Wien
  - Dirk Kaftan – Der ferne Klang – Oper Graz
  - Francesco Angelico – Die Sache Makropulos – Tiroler Landestheater

### Beste Regie
- Lorenzo Fioroni – Die griechische Passion – Oper Graz
  - Immo Karaman – A Midsummer Night’s Dream – Stadttheater Klagenfurt
  - Carlus Padrissa – Terra Nova oder Das weiße Leben – Landestheater Linz

### Beste Ausstattung
- Heinz Hauser (Bühne) und Gera Graf (Kostüme) – Die Sache Makropulos – Tiroler Landestheater
  - Martina Segna (Bühnenbild), Anna Sofie Tuma (Kostümentwurf) und Adriana Westerbarkey (Kostümrealisierung) – Der ferne Klang – Oper Graz
  - Mathias Fischer-Dieskau – McTeague – Gier nach Gold – Landestheater Linz

### Beste Ballettproduktion
- Mei Hong Lin – Schwanensee – Landestheater Linz
  - Die Schneekönigin – Volksoper Wien
  - Enrique Gasa Valga – Peer Gynt – Tiroler Landestheater Innsbruck

### Beste Nachwuchskünstlerin
- Anna Brull – Der Barbier von Sevilla (Rosina) – Oper Graz
  - Elsa Benoit – A Midsummer Night’s Dream (Titania) – Stadttheater Klagenfurt
  - Fenja Lukas – Orfeo ed Euridice (Euridice) – Landestheater Linz

### Bester Nachwuchskünstler
- Michael Hauenstein – Turandot (Timur) – Tiroler Landestheater
  - Maximilian Krummen – Il mondo della luna (Ecclitico) – Salzburger Landestheater
  - Peter Kellner – Der Barbier von Sevilla (Basilio) – Oper Graz

### Lebenswerk
- Grace Bumbry[1]

### ORF-III-Medienpreis
- René Pape[1]

### Bestes Festival
- Tiroler Festspiele Erl[1]

### Bestes Orchester/Bester Chor (alternierend)
- Chor der Volksoper Wien[1]

### Krone-Musical-Preis
- Drew Sarich – Evita – Ronacher 
  - Ana Milva Gomes – Mozart! – Raimundtheater[1]
  - Pia Douwes – Next to Normal – Halle E (MuseumsQuartier)
  - Andreas Bieber – Axel an der Himmelstür – Volksoper Wien

### Off-Theaterpreis
Bestes zeitgenössisches Musiktheater:
- sirene Operntheater - Kristine Tornquist & Jury Everhartz – für die Opernproduktion Chodorkowski[4]